# Lijst van Indonesische ministers van Financiën
Hieronder volgt een lijst van ministers van financiën van Indonesië.
| #    | Foto | Minister                                                        | Ambtstermijn      | Ambtstermijn      |
| ---- | ---- | --------------------------------------------------------------- | ----------------- | ----------------- |
| 1    |      | Samsi Sastrawidagda                                             | 19 augustus 1945  | 26 september 1945 |
| 2    |      | A. A. Maramis                                                   | 26 september 1945 | 14 november 1945  |
| 3    |      | Sunarjo Kolopaking                                              | 14 november 1945  | 5 december 1945   |
| 4    |      | Soerachman Tjokroadisoerjo                                      | 5 december 1945   | 2 oktober 1946    |
| 5    |      | Sjafruddin Prawiranegara                                        | 2 oktober 1946    | 26 juni 1947      |
| (2)  |      | A.A. Maramis                                                    | 3 juli 1947       | 4 augustus 1949   |
| 6    |      | Lukman Hakim                                                    | 19 december 1948  | 20 december 1949  |
| (5)  |      | Sjafruddin Prawiranegara (in de Verenigde Staten van Indonesië) | 20 december 1949  | 6 september 1950  |
| (6)  |      | Lukman Hakim (in de Republiek Indonesië)                        | 20 december 1949  | 6 september 1950  |
| (5)  |      | Sjafruddin Prawiranegara                                        | 6 september 1950  | 27 april 1951     |
| 7    |      | Jusuf Wibisono                                                  | 27 april 1951     | 3 april 1952      |
| 8    |      | Sumitro Djojohadikusumo                                         | 3 april 1952      | 30 juli 1953      |
| 9    |      | Ong Eng Die                                                     | 30 juli 1953      | 12 augustus 1955  |
| (8)  |      | Sumitro Djojohadikusumo                                         | 12 augustus 1955  | 24 maart 1956     |
| (7)  |      | Jusuf Wibisono                                                  | 24 maart 1956     | 9 april 1957      |
| 10   |      | Sutikno Slamet                                                  | 9 april 1957      | 10 juli 1959      |
| 11   |      | Djoeanda Kartawidjaja                                           | 10 juli 1959      | 1 juli 1960       |
| 12   |      | R.M Notohamiprodjo                                              | 1 juli 1960       | 13 november 1963  |
| 13   |      | Soemarno                                                        | 13 november 1963  | 25 juli 1966      |
| 14   |      | Frans Seda                                                      | 25 juli 1966      | 6 juni 1968       |
| 15   |      | Ali Wardhana                                                    | 6 juni 1968       | 19 maart 1983     |
| 16   |      | Radius Prawiro                                                  | 19 maart 1983     | 11 maart 1988     |
| 17   |      | J.B. Sumarlin                                                   | 21 maart 1988     | 11 maart 1993     |
| 18   |      | Marie Muhammad                                                  | 17 maart 1993     | 11 maart 1998     |
| 19   |      | Fuad Bawazier                                                   | 16 maart 1998     | 21 mei 1998       |
| 20   |      | Bambang Subianto                                                | 23 mei 1998       | 20 oktober 1999   |
| 21   |      | Bambang Sudibyo                                                 | 26 oktober 1999   | 23 augustus 2000  |
| 22   |      | Prijadi Praptosuhardjo                                          | 23 augustus 2000  | 12 juni 2001      |
| 23   |      | Rizal Ramli                                                     | 12 juni 2001      | 9 augustus 2001   |
| 24   |      | Boediono                                                        | 9 augustus 2001   | 20 oktober 2004   |
| 25   |      | Jusuf Anwar                                                     | 21 oktober 2004   | 7 december 2005   |
| 26   |      | Sri Mulyani Indrawati                                           | 7 december 2005   | 20 mei 2010       |
| 27   |      | Agus Martowardojo                                               | 20 mei 2010       | 19 april 2013     |
| —    |      | Hatta Rajasa (waarnemend)                                       | 19 april 2013     | 21 mei 2013       |
| 28   |      | Muhammad Chatib Basri                                           | 21 mei 2013       | 20 oktober 2014   |
| 29   |      | Bambang Brodjonegoro                                            | 27 oktober 2014   | 27 juli 2016      |
| (26) |      | Sri Mulyani Indrawati                                           | 27 juli 2016      | heden             |